# Il ragazzo d'argilla/Solo solo solo
Il ragazzo d'argilla / Solo solo solo è il quarto singolo su 45 giri dei The Juniors, il secondo con Arturo Bo alla voce. Il disco fu pubblicato nel 1967 dalla DKF Folklore.

## Tracce
Lato A
1. Il ragazzo d'argilla (testo: Mogol – musica: Ernie Maresca, Jimmy Curtiss)

Lato B
1. Solo solo solo (Franco Bignotto)